# Junta del Regne de Galícia
La Junta del Regne de Galícia (Xunta do Reino de Galicia en gallec) va ser la representació del Regne de Galícia quan aquest formava part de la Corona de Castella fins a la reforma liberal de l'estat el 1833.
Va ser un organisme col·lectiu format pels diputats que es reunien per tractar assumptes relacionats al conjunt del regne. El seu origen no és clar i avui dia s'accepta una relació directa entre la Junta i les reunions de la Santa Germanor, de les quals partiria el costum de mantenir reunions periòdiques entre els representants de les principals ciutats per solucionar les qüestions relatives al repartiment de tributs i lleves militars. Un dels aspectes més interessants en relació amb l'actuació de la Junta era el sistema de votació en les Corts.
Galícia va perdre la possibilitat de tenir vot en les Corts de la Corona de Castella, i era la ciutat de Zamora la que parlava per ella des de mitjan segle xv. No se sap amb certesa com va perdre aquest dret que posseïa Galícia. El 1623, gràcies a les gestions dels comtes gallecs de Lemos i Gondomar (mitjançant el pagament de 100.000 ducats) Galícia va recuperar el vot en les Corts. No obstant això, l'esforç va ser en va, ja que era una època en què les Corts van tenir un paper escàs o nul.
Malgrat la positiva valoració que van fer de l'actuació de la Junta del Regne historiadors com Murguía no va ser una institució realment representativa del conjunt del regne, ni pels assumptes que abasta ni pels interessos que defensa. Va actuar com un òrgan intermedi, consultiu, d'equilibri entre les autonomies locals i els desitjos regis als quals gairebé mai es va oposar. Va mantenir una actitud poc reivindicativa i això va ser causat per la composició social de la Junta en la qual predominaven individus pertanyents a la petita noblesa provincial i a les oligarquies urbanes. La reforma liberal de 1833 va acabar amb la Junta del Regne i també amb el Regne de Galícia, i va fer aparèixer les quatre províncies, els territoris de les quals es mantenen en l'actualitat.